# 琴千歳幸征
琴千歳 幸征（ことちとせ こうせい、1957年4月22日 - ）は、北海道千歳市出身で佐渡ヶ嶽部屋に所属した元大相撲力士。本名は山本 稔（やまもと みのる）。身長182cm、体重127kg。得意手は左四つ、突っ張り、寄り。最高位は東前頭5枚目（1981年9月場所）。

## 来歴
千歳市立千歳中学校2年生の時に、佐渡ヶ嶽部屋の三段目力士・紀州洋から部屋の千歳合宿の見学を勧められ、稽古風景を見て同部屋への入門を決意。1971年7月場所に於いて、14歳で初土俵を踏んだ。
同年11月から東京場所の日曜日を除いて中学生力士の本場所出場が認められなくなったが、それ以降は病弱な母を置き去りにできないという理由から、中学卒業まで場所出場を除いて帰郷状態にあった。その間の稽古相手は引退後、千歳市内の寿司屋に勤務していた元・紀州洋が買って出た。
体重約120kgの小兵で怪我が多く幕下で苦労したが、1979年9月場所にて新十両に昇進した。そして同場所では、10勝5敗と大きく勝ち越し、十両優勝を遂げている。
なお、新十両場所で優勝を果たしたのは尾堀（後の小結・大錦）以来、6年4か月ぶりの快挙となった。
突き押し相撲が主体だったが左四つ相撲でも力を発揮し、1981年5月場所では新入幕を果たした。しかし、十二指腸潰瘍を患ったこともあり、幕内に定着することはできなかった。
その後は十両で取ることが多く一時は幕下にも陥落したが、1984年5月場所では、幕内復帰を果たしている。
1986年1月場所では再び幕下まで番付を落とし、以降は十両に復帰することなく同年7月場所直前に引退、同時に世話人へ転身した。世話人就任以降は琴千歳 晃精（-こうせい）と、下の名の字を改めている。
なお、元・幕内力士が世話人に転身したのは、王湖伊津男（1985年11月場所後）に続き2人目である（翌場所後には、同じく幕内経験者の斉須が世話人に転身している）。
現在は若者頭、世話人共に十両経験者がいるが、かつては基本的に幕下以下の力士が就任するものであった。同門の若者頭・嗣子鵬の廃業に伴い、1991年8月から若者頭に転任した。
若者頭在職中は、大相撲中継に於ける幕下以下の取組（NHK-BS2→NHK BS1サブチャンネルで放送）に於いて、向正面の解説を務めることがあった。
2022年3月場所後の同年4月21日限りで日本相撲協会を停年（定年）退職した。

## 主な成績・記録
- 通算成績：446勝424敗15休 勝率.513
- 幕内成績：32勝43敗 勝率.427
- 現役在位：90場所
- 幕内在位：5場所
- 各段優勝
  - 十両優勝：2回（1979年9月場所、1984年11月場所）

### 場所別成績
| | 一月場所 初場所（東京） | 三月場所 春場所（大阪） | 五月場所 夏場所（東京） | 七月場所 名古屋場所（愛知） | 九月場所 秋場所（東京） | 十一月場所 九州場所（福岡） |
| --- | ----------------------- | ----------------------- | ----------------------- | --------------------------- | ----------------------- | --------------------------- |
| 1971年 （昭和46年） | x                       | x                       | x                       | （前相撲）                  | 東序ノ口12枚目 4–3      | 東序二段79枚目 2–2          |
| 1972年 （昭和47年） | 西序二段68枚目 2–1      | 西序二段41枚目 0–0      | 西序二段41枚目 1–2      | 東序二段52枚目 0–0          | 東序二段51枚目 2–1      | 西序二段35枚目 0–0          |
| 1973年 （昭和48年） | 西序二段35枚目 1–2      | 西序二段48枚目 5–2      | 東序二段17枚目 6–1      | 東三段目54枚目 2–5          | 東三段目78枚目 5–2      | 西三段目45枚目 3–4          |
| 1974年 （昭和49年） | 東三段目58枚目 5–2      | 東三段目34枚目 3–4      | 東三段目51枚目 3–4      | 西三段目60枚目 6–1          | 西三段目14枚目 1–6      | 西三段目39枚目 5–2          |
| 1975年 （昭和50年） | 東三段目15枚目 5–2      | 西幕下52枚目 4–3        | 西幕下43枚目 3–4        | 西幕下53枚目 3–4            | 東三段目5枚目 3–4       | 東三段目16枚目 5–2          |
| 1976年 （昭和51年） | 東幕下52枚目 4–3        | 東幕下43枚目 4–3        | 東幕下35枚目 6–1        | 東幕下15枚目 3–4            | 西幕下22枚目 3–4        | 西幕下27枚目 3–4            |
| 1977年 （昭和52年） | 西幕下39枚目 4–3        | 東幕下30枚目 4–3        | 東幕下22枚目 5–2        | 東幕下10枚目 3–4            | 東幕下16枚目 3–4        | 東幕下24枚目 5–2            |
| 1978年 （昭和53年） | 西幕下12枚目 4–3        | 西幕下7枚目 3–4         | 西幕下14枚目 4–3        | 東幕下11枚目 5–2            | 西幕下4枚目 2–5         | 西幕下19枚目 4–3            |
| 1979年 （昭和54年） | 西幕下15枚目 5–2        | 西幕下3枚目 3–4         | 西幕下8枚目 5–2         | 東幕下2枚目 5–2             | 西十両11枚目 優勝 10–5  | 西十両4枚目 7–8             |
| 1980年 （昭和55年） | 西十両5枚目 8–7         | 西十両4枚目 7–8         | 西十両7枚目 9–6         | 東十両2枚目 8–7             | 東十両筆頭 6–9          | 東十両6枚目 6–9             |
| 1981年 （昭和56年） | 東十両8枚目 10–5        | 東十両筆頭 8–7          | 西前頭13枚目 9–6        | 東前頭10枚目 8–7            | 東前頭5枚目 6–9         | 東前頭8枚目 4–11            |
| 1982年 （昭和57年） | 東十両2枚目 4–11        | 東十両10枚目 9–6        | 東十両6枚目 5–10        | 東十両12枚目 6–9            | 西幕下2枚目 5–2         | 西十両11枚目 9–6            |
| 1983年 （昭和58年） | 東十両4枚目 7–8         | 西十両6枚目 10–5        | 西十両筆頭 5–10         | 西十両7枚目 7–8             | 西十両9枚目 8–7         | 西十両5枚目 8–7             |
| 1984年 （昭和59年） | 東十両2枚目 7–8         | 東十両4枚目 10–5        | 東前頭14枚目 5–10       | 東十両6枚目 6–9             | 西十両8枚目 7–8         | 西十両10枚目 優勝 11–4      |
| 1985年 （昭和60年） | 東十両5枚目 6–9         | 西十両7枚目 休場 0–0–15 | 西十両7枚目 6–9         | 東十両10枚目 8–7            | 東十両9枚目 8–7         | 東十両7枚目 2–13            |
| 1986年 （昭和61年） | 西幕下5枚目 3–4         | 西幕下12枚目 4–3        | 東幕下7枚目 2–5         | 西幕下22枚目 引退 0–0–0     | x                       | x                           |
| 各欄の数字は、「勝ち-負け-休場」を示す。 優勝 引退 休場 十両 幕下 三賞：敢=敢闘賞、殊=殊勲賞、技=技能賞 その他：★=金星 番付階級：幕内 - 十両 - 幕下 - 三段目 - 序二段 - 序ノ口 幕内序列：横綱 - 大関 - 関脇 - 小結 - 前頭（「#数字」は各位内の序列） |                         |                         |                         |                             |                         |                             |

### 幕内対戦成績
| 力士名         | 勝数 | 負数 | 力士名   | 勝数 | 負数 | 力士名       | 勝数 | 負数 | 力士名 | 勝数 | 負数 |
| -------------- | ---- | ---- | -------- | ---- | ---- | ------------ | ---- | ---- | ------ | ---- | ---- |
| 青葉城         | 0    | 1    | 青葉山   | 3    | 0    | 朝潮(朝汐)   | 1    | 0    | 旭富士 | 0    | 1    |
| 天ノ山         | 2    | 1    | 荒勢     | 1    | 0    | 岩波         | 1    | 1    | 大潮   | 2    | 1    |
| 大錦           | 0    | 4    | 大豊     | 0    | 1    | 魁輝         | 1    | 2    | 北の湖 | 0    | 1    |
| 麒麟児         | 0    | 1    | 蔵間     | 0    | 1    | 黒瀬川       | 1    | 0    | 黒姫山 | 0    | 1    |
| 高望山         | 0    | 1    | 蔵玉錦   | 2    | 0    | 佐田の海     | 0    | 1    | 嗣子鵬 | 1    | 1    |
| 大寿山         | 1    | 1    | 大徹     | 0    | 1    | 大飛         | 1    | 0    | 隆三杉 | 0    | 2    |
| 高見山         | 0    | 1    | 多賀竜   | 0    | 1    | 出羽の花     | 1    | 1    | 闘竜   | 1    | 1    |
| 栃司           | 1    | 0    | 栃光     | 1    | 1    | 白竜山       | 1    | 0    | 蜂矢   | 0    | 1    |
| 播竜山         | 1    | 0    | 飛騨乃花 | 0    | 2    | 富士櫻       | 1    | 1    | 鳳凰   | 1    | 1    |
| 北天佑         | 0    | 2    | 舛田山   | 1    | 0    | 三杉磯(東洋) | 0    | 2    | 若獅子 | 1    | 0    |
| 若嶋津(若島津) | 0    | 2    | 鷲羽山   | 0    | 1    |              |      |      |        |      |      |

## 改名歴
- 山本 稔（やまもと みのる）1971年7月場所（※前相撲のみ）
- 琴千歳 幸征（ことちとせ こうせい）1971年9月場所 - 1986年7月場所